# Nordkvaløya
Nordkvaløya (Nord-Kvaløya) er en ø i Karlsøy kommune i Troms og Finnmark fylke i Norge. Øen ligger nord for Ringvassøya og vest for Helgøya. Den har et areal på 85,22 km². Den havde i 2017 tre indbyggere.
Hele Nordkvaløya indgår i Nordkvaløya-Rebbenesøya landskapsvernområde som blev oprettet i 2004.